# Мануель Блум
Мануель Блум (ісп. Manuel Blum; нар. 26 квітня 1938)  — американський науковець венесуельського походження, відомий в галузі теоретичної інформатики через свої внески до теорії складності обчислень та її використання в галузі криптографії. Лауреат премії Тюрінга 1995 року.

## Деякі праці

### Статті
- Blum, Manuel; Micali, Silvio (1984). How to generate cryptographically strong sequences of pseudorandom bits. SIAM journal on Computing. 13 (4): 850—864. Архів оригіналу за 23 січня 2020. Процитовано 29 травня 2016. (англ.)
- Blum, Lenore; Blum, Manuel; Shub, Mike (1986). A simple unpredictable pseudo-random number generator. SIAM journal on Computing. 15 (2): 364—383. Архів оригіналу за 11 липня 2021. Процитовано 29 травня 2016. (англ.)